# Девід Фелгейт (тенісист)
Девід Фелгейт (англ. David Felgate; нар. 19 березня 1964) — колишній британський тенісист.
Найвищу одиночну позицію світового рейтингу — 301 місце досяг 11 липня 1988, парну — 83 місце — 5 травня 1986 року.
Здобув 1 парний титул.
Найвищим досягненням на турнірах Великого шолома було 2 коло в парному та змішаному парному розрядах.
Завершив кар'єру 1989 року.

## Фінали Гран-прі за кар'єру

### Парний розряд: 1 (1–0)
| Результат | W/L | Дата     | Турнір         | Покриття | Партнер  | Суперники                    | Рахунок       |
| --------- | --- | -------- | -------------- | -------- | -------- | ---------------------------- | ------------- |
| Перемога  | 1–0 | Вер 1985 | Бордо, Франція | Ґрунт    | Стів Шоу | Лібор Пімек Блейн Вілленборг | 6–4, 5–7, 6–4 |

## Титули на челленджерах

### Парний розряд: (4)
| Ранг | Рік  | Турнір                          | Покриття | Партнер     | Суперники                         | Рахунок       |
| ---- | ---- | ------------------------------- | -------- | ----------- | --------------------------------- | ------------- |
| 1.   | 1986 | Найробі, Кенія                  | Ґрунт    | Нік Фулвуд  | Марсел Фріман Жак Менсет          | 6–2, 7–6      |
| 2.   | 1986 | Лісабон, Португалія             | Ґрунт    | Брюс Дерлін | Алессандро де Мінічіс Марко Остоя | 5–7, 6–3, 6–4 |
| 3.   | 1987 | Блумфонтейн, ПАР                | Тверде   | Нік Фулвуд  | Майк Бауер Пітер Паланджян        | 6–1, 3–6, 6–4 |
| 4.   | 1988 | Мадейра (архіпелаг), Португалія | Тверде   | Нік Фулвуд  | Джон Лівайн Ндука Одізор          | 7–5, 7–5      |